# سيارة تجريبية

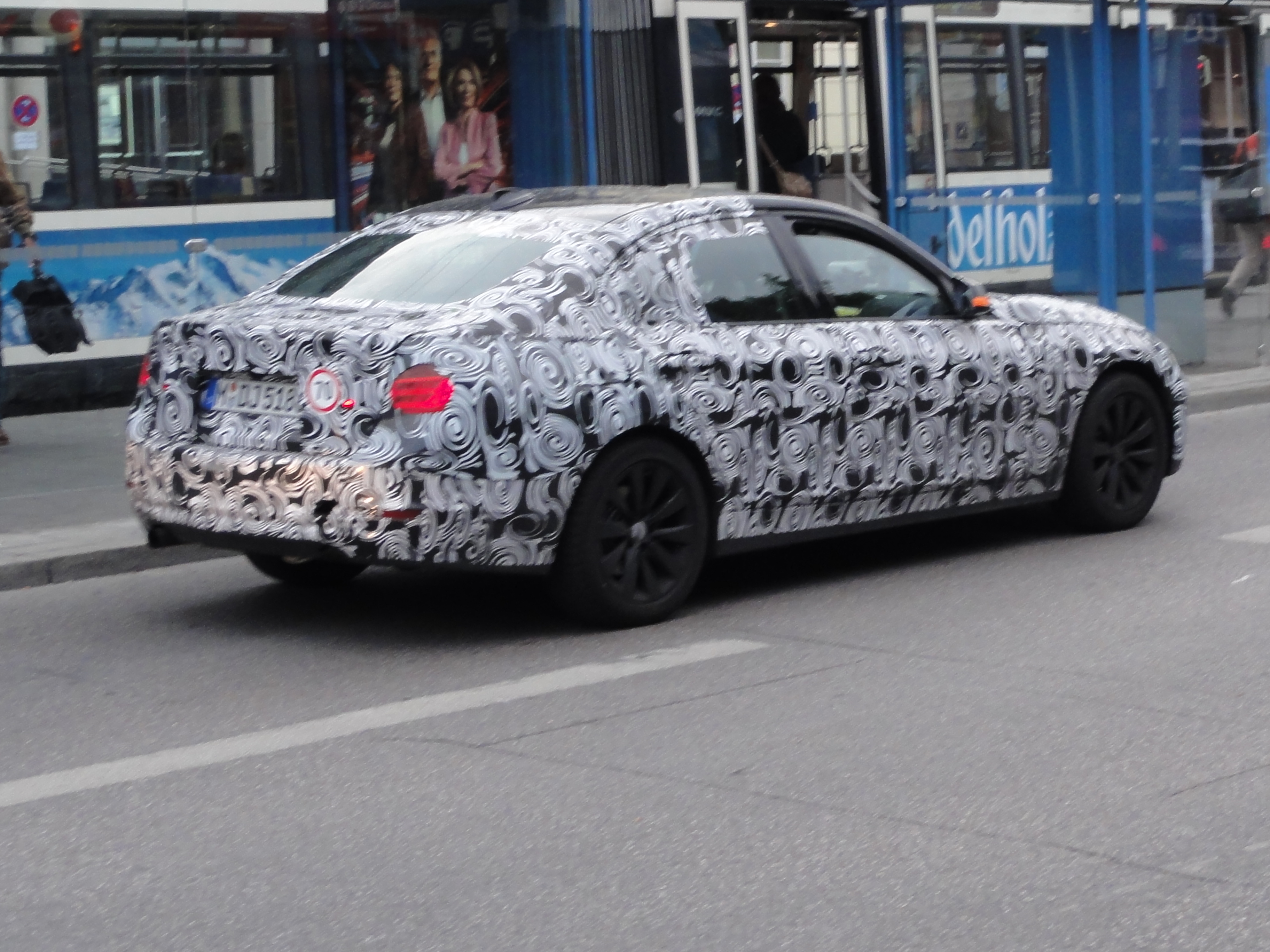
سيارة تجريبيةبي إم دبليو لعام 2011 (مخفية) تم عرضها في ميونيخ، ألمانيا

السيارات التجريبية هي سيارات تتيح لمصنعي السيارات التعرف على المشكلات قبل بيع الطراز الجديد للجمهور. يأتي دور السيارات التجريبية بعد النماذج الأولية أو نماذج الاختبار التي يسبقها سيارات العرض. ويتبع السيارات التجريبية سيارات الإنتاج في الإنتاج الشامل لها لتوزيعها عبر وكالات بيع السيارات.

## الاستخدام
عادةً ما يتم تصنيع السيارات التجريبية بكميات قليلة على خط إنتاج تابع، أو في بعض الحالات عبر خط الإنتاج الفعلي بجانب الطراز الحالي. كذلك، يتم تصنيع الأجزاء المستخدمة في هذه السيارات لتكون منفصلة عن المنتج، ولكنها تكون على الأقل مصممة لتشبه الجزء النهائي إلى حد كبير. وفي بعض الأحيان، تكون المكونات المستخدمة في صناعة السيارة التجريبية خليطًا من طُرز النماذج الأولية وإصدارات الإنتاج الشامل التي سيتم طرحها.
«... إن السيارة التجريبية هي سيارة تشبه الإصدار التجريبي لأي برنامج؛ وتستخدم لعرض أغراض استعمال أي مركبة جديدة تمامًا وتقييمها....»
يستخدم مصنعو السيارات في بعض الأحيان السيارات التجريبية لمنح صحف السيارات الفرصة لكتابة مقالات إبداعية وتجربة الدعاية عن الطرز المنتظر عرضها في معارض وكالات البيع لعرضها على الجمهور. ويتم عرض بعض منها في معارض السيارات. كذلك، من المحتمل أن يتم تدميرها أثناء اختبارات التصادم [الإنجليزية]. أما معظم السيارات المتبقية منها، فيتم تحويلها إلى خردة؛ إذ أن بعضها قد لا يستوفي قوانين سلامة السيارات أو معايير الانبعاث.
من أمثلتها الدراجة البخارية دودج توماهوك (بالإنجليزية: Dodge Tomahawk) «التي كان من المتوقع صناعة المئات منها»، ولكن العدد القليل الذي بيع منها كان «لا يفي بالمتطلبات القانونية التي بموجبها يمكن تصنيفها على أنها دراجة بخارية من الحكومة الأمريكية، أو دراجة بخارية يمكن قيادتها في الشوارع». بالإضافة إلى ذلك، يمكن استخدام السيارات التجريبية كنماذج أولية (تُعرف أيضًا باسم نماذج الاختبار [الإنجليزية]) لاختبار الطراز التالي عليها.
ومثال آخر على هذا النوع من السيارات نماذج التقييم أو السيارات «التجريبية» التي يتم تصنيعها مبكرًا أثناء فترة بيع الطراز مع إضافة بعض التغييرات أثناء تصنيع طُرز العام القادم. وفي حالة شركة أمريكان موتورز (المعروفة اختصارًا باسم AMC)، كانت هذه الإضافات تتضمن تعديلات على المظهر الخارجي مثل الشبكات أو المصابيح الخلفية أو الكسوة أو الأجزاء الداخلية التي تكون مصنوعة من الطين أو الألياف الزجاجية أو الخشب أو الجبس. وغالبًا ما يتم اختبار هذه السيارات التجريبية على الطريق مع توقع إدخال تغييرات عليها حسب متطلبات العملاء ووفقًا للقوانين التنظيمية. ويتم اختبار التصميمات الخاصة بهذه السيارات استجابةً لتعليقات العملاء والسائقين، كما يتم العمل على تضمين حلول أفضل كأن تكون منفضة السجائر والولاعة أكثر سهولة في الاستخدام.
طرح بريستون تاكر (Preston Tucker) سيارة تاكر سيدان 1984 بتصميم جديد تمامًا في سوق السيارات في فترة ما بعد الحرب واشترى مصنعًا في شيكاغو لصناعة السيارات التجريبية. يمكن لمصنعي السيارات تجميع السيارات التجريبية في أي منشأة تصنيع صغيرة، وعادةً ما يتم تجميعها يدويًا لاختبار قطع التصنيع الجديدة، بالإضافة إلى اختبار أساليب وأجزاء المركبة أثناء تجميعها. كما تُعد هذه فرصة رائعة لتدريب رؤساء العمال والمشرفين على الإنتاج، وغالبًا ما تمتد هذه الفترة لمدة عشرة أشهر قبل التجميع التجريبي للسيارات الجديدة.
في بعض الحالات، يمكن تصنيع السيارات التجريبية قبل اتخاذ الإدارة لقرارات التسويق النهائي. وعلى الرغم من اختفاء علامات تجارية مثل ناش وهدسون في عام 1958 لصالح خط إنتاج علامة تجارية موحدة وهي رامبلر التابعة لشركة AMC، فإن السيارات التجريبية كانت تحمل شعار ناش أو هدسون التي سبقت لوحات سيارة أمباسادور على جوانب الرفرف الأمامي، وهناك كتابات تشير إلى استخدام المصانع لنظام الفرشاة الهوائية من أجل إزالة هذه الشعارات. قامت شيفروليه بصناعة 43 سيارة تجريبية، وهي سيارات الجيل الثالث من كورفيت، إلا أنه لم يُطرح أي منها للجمهور، حيث تخطت الشركة المصنعة للسيارة طراز عام 1983 وقررت تقديم السيارات الجديدة على أنها طراز عام 1984 مع التوسع في الإنتاج.
بالإضافة إلى ذلك، يقوم مصنعو السيارات بتصنيع نماذج أولية للاختبار والمساعدة في وضع معايير ولوائح تنظيمية جديدة. قد تضاف تحسينات كبرى على السلامة خلال مراحل التصميم الأولي للسيارة، ولكنها تظل مضمنة في سيارات الإنتاج الفعلي حتى بعد التخفيف من القوانين الصارمة المقترحة. تم تصميم سيارة بيسر من AMC [الإنجليزية] لتعمل لفترات قصيرة، إلا أنها كانت تتضمن «أفكارًا جديدة لامتصاص التأثير الحراري» من أجل العمل على سرعات تصادم أعلى من تلك التي تنص عليها قوانين الولايات المتحدة لإنتاج طراز عام 1975.
وهناك عوائق قانونية وتنظيمية تقف أمام طرح الأنواع الجديدة من السيارات الكهربائية في الأسواق.